# Dickinson (phim truyền hình)
Dickinson là một series phim truyền hình của Mỹ được lấy cảm hứng bởi nữ nhà thơ nổi tiếng người Mỹ Emily Dickinson, được tạo ra bởi Alena Smith và sản xuất cho Apple TV +. Diễn viên Hailee Steinfeld trong vai Dickinson, mùa giải đầu tiên được phát hành vào ngày 1 tháng 11 năm 2019. Mùa thứ hai được phát hành vào ngày 8 tháng 1 năm 2021. Mùa thứ ba cũng là mùa cuối cùng được phát hành ngày 5 tháng 11 năm 2021.

## Cốt truyện
Dickinson diễn ra "trong thời đại của Emily Dickinson với một sự kết hợp giữa cách truyền tải dễ cảm thụ và giai điệu hiện đại". Nó đưa người xem vào thế giới của Emily, khám phá, khai mở những khó khăn của xã hội, quan điểm về giới tính, và trách nhiệm, đời sống gia đình từ cái nhìn của một nhà văn vừa chớm nở nhưng trí tưởng tượng của cô lại không thích hợp với thời đại lúc bấy giờ. Dickinson là câu chuyện sang tuổi 18, tuổi trưởng thành, của Emily - một người phụ nữ chiến đấu để tiếng nói của cô được nghe thấy, những dòng thơ cô viết lên được nhìn và cảm nhận.

## Diễn viên và nhân vật

### Diễn viên, nhân vật chính
- Hailee Steinfeld trong vai Emily Dickinson, cô gái với khao khát trở thành một nhà thơ và có tình cảm đặc biệt với người bạn thân của mình, cùng là vị hôn thê của anh cô, Sue. Cô ấy từ chối mọi sự cố gắng của bố mẹ để tìm cho cô một người chồng
- Ella Hunt trong vai Sue Gilbert, người bạn thân của Emily và là hôn thê của Austin. Cô ấy vừa mất cả cha và mẹ, sống tại một căn nhà trọ trước khi chuyển vào sống chung với gia đình của Emily
- Adrian Blake Enscoe trong vai Austin Dickinson, là anh trai của Emily và Lavinia, vừa mới tốt nghiệp đại học và đã đính hôn với Sue Gilbert.
- Anna Baryshnikov trong vai Lavinia "Vinnie" Dickinson, là người con út trong gia đình Dickinson; cô luôn tỏ ra không hài lòng khi ba mẹ cô không đồng ý tìm cho cô một người chồng.
- Toby Huss trong vai Edward Dickinson, là cha của Emily, Austin, và Lavinia, một người có cách nhìn gia trưởng và luôn cấm việc Emily làm thơ. Sau này, ông ấy ứng cử cho Quốc hội
- Jane Krakowski trong vai Emily Norcross Dickinson, là mẹ của Emily, Austin, và Lavinia, một người nội trợ rất cống hiến cho gia đình và tức giận khi thấy chồng mình thuê một người hầu để làm thay công việc nội trợ

### Diễn viên, nhân vật phụ
- Amanda Warren trong vai Betty, là một người thợ làm trang phục và là vợ của Henry, người mà bà ấy cùng có chung một người con gái
- Chinaza Uche trong vai Henry, người Mỹ gốc Phi làm thuê cho gia đình Dickinson
- Wiz Khalifa trong vai Thần Chết
- Samuel Farnsworth trong vai George Gould, một người bạn của Austin và có tình cảm với Emily
- Darlene Hunt trong vai Maggie, người giúp việc được thuê bởi yêu cầu của Emily và luôn sẵn sàng giúp đỡ cô
- Gus Birney trong vai Jane Humphrey, cô gái nổi tiếng nhất trong thị trấn

### Vai khách mời
- John Mulaney trong vai Henry David Thoreau (trong "Alone, I cannot be", "I felt a Funeral, in my Brain")
- Zosia Mamet trong vai Louisa May Alcott (trong "There's a certain Slant of light")
- Timothy Simons trong vai Frederick Law Olmsted (trong "The Daisy follows soft the Sun")
- Kelli Barrett trong vai Adelaide May (trong "Split the Lark")
- Nick Kroll trong vai Edgar Allan Poe (trong "I'm Nobody! Who are you?")

## Tập phim
| Mùa | Mùa | Số tập | Số tập | Phát hành gốc       | Phát hành gốc        |
| Mùa | Mùa | Số tập | Số tập | Phát hành lần đầu   | Phát hành lần cuối   |
| --- | --- | ------ | ------ | ------------------- | -------------------- |
|     | 1   | 10     | 10     | 1 tháng 11 năm 2019 | 1 tháng 11 năm 2019  |
|     | 2   | 10     | 10     | 8 tháng 1 năm 2021  | 26 tháng 2 năm 2021  |
|     | 3   | 10     | 10     | 5 tháng 11 năm 2021 | 24 tháng 12 năm 2021 |

## Mùa 1 (2019)
| TT. tổng thể | TT. trong mùa phim | Tiêu đề                         | Đạo diễn           | Biên kịch                  | Ngày phát sóng gốc  |
| --- | ------------------ | ------------------------------- | ------------------ | -------------------------- | ------------------- |
| 1 | 1                  | "Because I could not stop"      | David Gordon Green | Alena Smith                | 1 tháng 11 năm 2019 |
| Tại thế kỷ 19 ở Amherst, Massachusetts, Emily Dickinson đã quá chản nản với việc liên tục bị bố mẹ cô thúc giục lấy chồng, hì hục làm việc nhà như bao người phụ nữ khác, trong khi cô chỉ muốn tập trung vào việc viết thơ. Một người bạn của cô, George, đã đồng ý để giúp cô xuất bản một bài thơ nhỏ. Emily phát hiện ra là anh trai mình đã ngỏ lời cầu hôn với người ban thân nhất của cô, Sue. Austin mong muốn bố mẹ cho phép chuyển đến Detroit để sống cùng với Sue, tuy nhiên bố anh không đồng ý và bắt anh ở lại Amherst. Lúc sau, Emily và Sue gặp nhau, Emily muốn Sue sẽ luôn yêu mình hơn là người anh trai và họ hôn nhau sau đó. George báo với Emily rằng bài thơ của cô sẽ được đăng vào tờ báo sắp tới, nhưng Emily lại rất lo lắng không biết bố mình sẽ phản ứng như thế nào. Tại bữa tối, bố của Emily thống báo rằng ông sẽ ứng cử vào Quốc hội, Sue và Austin thông báo họ sẽ ở lại Amherst, và Emily nói với bố cô ấy về chuyện đoạn thơ mà cô viết sắp được đăng trên một tờ báo. Ngay sau đó, ông quát lại Emily vì cho rằng việc người phụ nữ theo đuổi sự nghiệp văn học sẽ là một nỗi nhục nhã cho dòng họ Dickinson. Nhưng vào tối hôm đó, bố của Emily đến cạnh cô và nói rằng ông không muốn mất cô và mong rằng cô sẽ không kết hôn mà hãy ở lại căn nhà này. Tựa đề và chủ đề của tập phim được dựa trên "Because I could not stop for Death". |                    |                                 |                    |                            |                     |
| 2 | 2                  | "I have never seen 'Volcanoes'" | David Gordon Green | Alena Smith & Rachel Axler | 1 tháng 11 năm 2019 |
| Mẹ Emily tỏ ra tức giận với bố cô khi ông quyết định thuê người hầu về nhà làm bà tự ái vì nghĩ mình là một người nội trợ vô dụng. Trong lúc sắm sửa váy với người em Vinnie, Emily đã lỡ nói ra về việc Sue sẽ kết hôn. Emily và Sue cùng nằm trên giường để nói về một ý định chạy trốn cùng nhau. Emily biết được sẽ có một buổi diễn thuyết về núi lửa bởi một giáo sư nhưng bố cô không đồng ý bởi vì tin rằng phụ nữ không cần phải học lên các bằng cấp cao. Vì vậy mà cả hai quyết định sẽ ăn mặc như một người đàn ông để trốn vào buổi diễn thuyết, dù bị George bắt gặp nhưng anh hứa sẽ giữ bí mật giúp hai cô. Tuy nhiên, khi buổi diễn thuyết diễn ra được một nửa, Emily sơ sảy lỡ làm mọi người phát hiện là hai cô đã lẻn vào. Bố cô rất nóng giận khi phát hiện ra hành động của Emily và bắt cô phải dừng lại những trò quái gở của mình. Sau đó, mẹ cô cũng mắng cô vì sự ích kỷ không biết nghĩ cho bố và làm mất mặt gia đình. Emily đã hỏi Maggie, người hầu của nhà cô, để chỉ cô cách làm một ổ bánh mỳ để chuộc lỗi với bố. Tối hôm đó, Emily nói với Sue rằng cố cảm thấy như mình bị giam cầm, như những con người ở Pompeii. Sue nói với Emily rằng cô ấy biết cảm giác khi núi lửa phun trào sẽ như thế nào và cả hai quan hệ với nhau. Tựa đề và chủ đề của tập phim được dựa trên "I have never seen Volcanoes".                                     |                    |                                 |                    |                            |                     |
| 3 | 3                  | "Wild nights"                   | Lynn Shelton       | Alena Smith & Ali Waller   | 1 tháng 11 năm 2019 |
| Emily thức dậy sau khi mơ thấy mình đánh mất Sue. Trong lúc đó, bố mẹ cô khởi hành đi Boston một hôm và bọn trẻ quyết định sẽ mở một buổi tiệc. Sue rất do dự về việc thông báo chuyện kết hôn của cô và Austin vì cô chưa sẵn sàng và vẫn còn phải trả nợ cho gia đình mình, nhưng Austin mong muốn được trả hết khoản tiền giúp cho cô. Người mà Vinnie thích, Joseph, cũng đến dự tiệc, và cả Jane, người bạn học của của Emily hiện đang có tình ý với Austin. George mang thuốc phiện đến buổi tiệc theo yêu cầu của Emily và chia sẻ cho tất cả mọi người dự. George mời Emily nhảy cùng và ngỏ lời muốn cưới cô nhưng Emily khuyên George nên cưới một cô gái bình thường khác, và họ hôn nhau trước khi cô phải rời về phòng vì bị đau bụng. Sau đó, Austin thông báo về việc đính hôn với Sue cho tất cả mọi người trong tiệc, trong khi cô ấy đang chạy đi tìm Emily. Emily nói rằng cô ấy chỉ bị đau bụng do đang đến ngày hành kinh. Trong lúc đó, Jane thổ lộ tình cảm của cô ấy cho Austin và nghi ngờ về đám cưới của anh và Sue bởi vì mối quan hệ rất đáng ngờ giữa Sue và Emily. Austin bắt gặp Emily và Sue đang hôn nhau trong phòng và Sue nói rằng cô đã không thể chịu nổi khi hai người cứ giành giật cô như vậy nên quyết định bỏ đi Boston. Tựa đề và chủ đề của tập phim được dựa trên "Wild Nights — Wild Nights!".                                      |                    |                                 |                    |                            |                     |
| 4 | 4                  | "Alone, I cannot be"            | Lynn Shelton       | Alena Smith                | 1 tháng 11 năm 2019 |
| Việc Sue bỏ đi Boston làm Emily và Austin trở nên rất rối trí. Thị trấn đang dự định xây đường ray đi qua Amherst và Emily phát hiện ra là cái cây cô yêu thích sẽ bị chặt bỏ để làm đường cho tàu. Sau khi đọc Walden, cô và George quyết định đi tìm Henry David Thoreau để được giúp đỡ vì nghĩ ông là một người rất yêu môi trường. Emily cảm thấy rất thất vọng khi biết rằng ông không hề quan tâm gì đến sự việc mà cô đang gặp phải, nhưng may thay bố cô đã đồng ý sẽ giúp cô giữ lại cái cây. Tựa đề và chủ đề của tập phim được dựa trên "Alone, I cannot be". |                    |                                 |                    |                            |                     |
| 5 | 5                  | "I am afraid to own a Body"     | Silas Howard       | Alena Smith & Ken Greller  | 1 tháng 11 năm 2019 |
| George hỏi Edward - bố của Emily về việc cưới cô nhưng thất vọng vì Edward cho rằng George hơi quá hiền lành so với Emily và bảo ông sẽ suy nghĩ về việc đó. Emily chuẩn bị diễn một vở kịch tên Othello cho câu lạc bộ Shakespeare của cô. George muốn Emily cư xử như một cách ngoan ngoãn và theo ý anh, mới đầu bằng cách ngăn cản việc diễn vở kịch đó rồi sau đó từ chối không cho Henry, là người da đen làm thuê cho nhà Dickinson, diễn vai chính. Dù lúc sau George đã giải thích về hành động của anh, Emily vẫn tức giận và từ chối thẳng thừng lời cầu hôn của anh. Tựa đề và chủ đề của tập phim được dựa trên "I am afraid to own a Body". |                    |                                 |                    |                            |                     |

1. ↑  Andreeva, Nellie; Petski, Denise (ngày 30 tháng 5 năm 2018). "Apple Orders Emily Dickinson Comedy Series Starring Hailee Steinfeld". Deadline Hollywood. Truy cập ngày 30 tháng 5 năm 2018.
2. ↑  McHenry, Jackson (ngày 28 tháng 10 năm 2019). "The Story Behind Dickinson, a Sexy, Queer, Gothic, Millennial Apple TV+ Sitcom". Vulture (bằng tiếng Anh (Mỹ)). Truy cập ngày 22 tháng 2 năm 2021.